# Schusshitzig
Ein Jagdhund wird als schusshitzig bezeichnet, wenn er gleich nach Abgabe eines Schusses das Wild verfolgen möchte. Dieses Verhalten ist allerdings unerwünscht, da die Gefahr gegeben ist, dass der Hund dem Jäger für einen möglichen Fangschuss in die Schussbahn läuft. Üblicherweise wartet man nach Abgabe eines Schusses je nach Wild- und Jagdart einige Minuten bis zur Aufnahme des Wildes oder bis zu einigen Stunden mit der Nachsuche.
Die Schusshitzigkeit tritt durch Fehlverhalten des Hundeführers und falsche Ausbildung des Hundes auf.